# Jeanne Susplugas
Jeanne Susplugas est une artiste plasticienne française née le 10 juin 1974 à Montpellier[réf. non conforme].

## Biographie
Depuis les années 2000, Jeanne Susplugas, à travers une démarche résolument engagée, s'attaque aux multiples formes d'enfermement — qu'elles soient physiques, mentales ou sociales.
Elle interroge les relations de l'individu avec lui-même et avec autrui, dans un monde obsessionnel et dysfonctionnel.
Avec distance, cohérence et précision, elle crée un univers personnel en utilisant un large éventail de médias — dessin, verre, marbre, bronze, céramique, photographie, réalité augmentée et virtuelle.
Autant d’explorations et de langages qui s’enrichissent mutuellement pour créer une esthétique séduisante en apparence mais vite inquiétante et grinçante.
Ses œuvres figurent dans de multiples collections privées et publiques : Centre Pompidou, Paris (FR); MUDAC-Musée de design et d’arts appliqués contemporains de Lausanne (CH) ; Bass Museum à Miami (US); Kunsthalle Detroit (US); Musée du verre de Carmaux (FR); MRAC-Musée Régional d’Art Contemporain de Sérignan (FR); FNAC-Fonds National d’Art Contemporain (FR); Fundacio Vila Casas à Barcelone (ES); Citadelle de Villefranche-sur-mer (FR) ainsi que dans différents FRAC (FR), Artothèques et bibliothèques (FR)…

## Expositions

### Expositions personnelles (sélection)
- 2025 - Ordinary Madness, Galerie La Patinoire Royale Bach, Bruxelles, BE
- 2024 - Se está mejor en casa que en ningún sitio, Pozo Santa Bárbara, Turón, ES
- 2024 - Occasions perdues, MRAC-Musée Régional d’Art Contemporain, Sérignan, FR
- 2023 - Tout semblait pourtant si calme, Citadelle de Villefranche-sur-Mer, FR
- 2023 - Hopes&Fears, Bonisson Art Center, Rognes, FR
- 2023 - Balance of chaos, Stella Rouskova gallery, Gênes, IT
- 2021 - I will sleep when I’m dead, Galerie La Patinoire Royale Bach, Bruxelles, BE
- 2021 - Là où habite ma maison, Jeu de paume Virtuel, FR (cur. by Marta Ponsa)
- 2020 - J’ai fait ta maison dans ma boîte cranienne, Ardénome, Avignon, FR
- 2020 - Carte blanche, Musée Fabre, Montpellier, FR (cur. by Florence Hudowicz)
- 2020 - I was in the park when everything rocked, Musée en Plein Air du Sart Tilman, Liège, BE (cur. by Julie Bawin)
- 2019 - Chapter 2: Disorder in the house, Centre d’Art Contemporain, Istres, FR
- 2019 - Chapter 1:Disorder in the house, Château de Servières, Marseille, FR
- 2018 - She’s lost control again, Le CAB - Centre d'art Bastille, Grenoble, FR
- 2018 - Living in my head, Galerie La Patinoire royale Bach, Bruxelles, BE
- 2017 - At home she's a tourist-Chapter I, La Maréchalerie, Versailles, FR
- 2016 - Disorder, Wild project gallery, Luxembourg
- 2016 - Pharmakon (with Irina Petrakova), Galerie Iragui, Moscou, RU (cur. by Boris Kliushnikov)
- 2015 - Distorsions, Galerie Valérie Bach, Bruxelles, BE
- 2014 - House to house II, Pioneer Works, NY, US (cur. by Fragmental Museum/Guy Reziciner)
- 2014 - Opening night, Emily Harvey Foundation, NY, US (cur. by Laurence Bruguière)
- 2014 - Monkey on back, Musée d'art contemporain en plein air du Sart Tilman, Liège, BE (cur. by Julie Bawin)
- 2013 - All the world’s a stage, Centre d'art Le Lait, Albi, FR
- 2013 - Stratégie d’enfermement, Chapelle de la Visitation de Thonon-les-Bains, Thonon-les-Bains, FR
- 2012 - There’s no place like home, Galerie Valérie Bach, Bruxelles, BE
- 2010 - House to house, wharf-centre d’art, Hérouville-Saint-Clair, FR
- 2009 - Peeping Tom’s House, La piscine-Musée d’Art et d’Industrie, Roubaix, FR
- 2009 - Home, Maison des Arts, Malakoff, FR
- 2009 - Jeux de dames (avec Marlène Mocquet), Château de Jau, Cases-de-Pene, FR
- 2008 - Traffic-Chapitre5., Galerie Charles de Jonghe, Bruxelles, BE
- 2008 - In my dream the light is very dim…, Florence Lynch gallery, New York, US
- 2007 - Side effects, Wyspa Institut of Art, Gdansk, PL (curated by Roma Piotrowska)
- 2007 - Desirable effects, Magacin, Belgrade, RS
- 2007 - Expiry date, Centre d’art contemporain Passages, Troyes, FR
- 2007 - Ordinary Landscapes, CIAM/Centre d’art, Toulouse, FR
- 2006 - Little cruelties, Florence Lynch gallery, NY, US
- 2005 - Petites cruautés, Mizuma Art gallery, Tokyo, JP
- 2005 - Videos, Para Globe gallery, Tokyo, JP
- 2004 - Jeanne Susplugas, Bratislava City Museum, Bratislava, SK (cur. by Philippe Piguet)
- 2004 - Transposition, Heresbekerei projektraum, Berlin, DE
- 2004 - Ordinary Landscapes, Florence Lynch Gallery, NY, US
- 2004 - L’Une l’Autre (with Michèle Sylvander), Carré Sainte-Anne, Montpellier, FR
- 2003 - Biepackzettel, Kunst-Werke, Berlin, DE (cur. by Anselm Franke)
- 2003 - Dissolution, Vtape, Toronto, CA
- 2003 - Dependence, MOCA (Musée d'art contemporain de Toronto), Toronto, CA
- 2003 - Hypocondriaque, Mizuma Art Gallery, Tokyo, JP
- 2002 - The sick house, Miami Basel, Design district Miami, US
- 2002 - Recent works, Galerie Edward Mitterrand, Geneva, CH
- 2002 - La maison malade, ARCO, Madrid, ES (cur. by Jérôme Sans)
- 2001 - Au fil des maux, Barbara Gillman Gallery, Miami, US
- 2001 - Alienation, Nikolai Fine Art Gallery, NY, US

### Expositions collectives (sélection)
- 2025 – Engagées, Villa Datris, L’Isle-sur-la-Sorgue, FR (upcoming in May)
- 2025 – Disco, Philharmonie de Paris , FR (cur. by Jean-Yves Leloup & Marion Challier)
- 2024 – Images en mouvement, Musée de Vence, FR (curated by Philippe Piguet)
- 2024 – Milk, FRAC Champagne-Ardenne, FR
- 2023 – The Ecstatic Being, STUK Arts Centre, Louvain, FR (cur. by Karen Verschooren)
- 2022 – Les Militantes, Maison Guerlain, Paris, FR (cur. by Caroline Messensee)
- 2021 – Biennale Chroniques Aix-Marseille, FR
- 2019 – Nous sommes contemporains, ARTsenal, Dreux, FR
- 2019 – 100 artistes dans la ville (Pré-figuration du Mo.Co), Montpellier, FR (cur. by Nicolas Bourriaud)
- 2016 – Women's Independence, Shanghai Art Museum, CN (cur. by Magda Danysz)
- 2016 – Read my Lips, Castrum Peregrini, Amsterdam, NL (cur. by Parco Barragán)
- 2015 – From madonna to Madonna, Matacuna 100, Santiago, CL (cur. by Paco Barragan)
- 2015 – Lumières! Shanghai 21st C. Minsheng Art Museum / Xin Dong Space for Cont. Art, Beijing, CN (cur. by M. Nuridsany)
- 2013 – I see you, 1st International Videonale Kunsthalle, Detroit, US
- 2013 – Teken, Jan Colle garelij/entrepot fictief, Gand, BE (cur. by J. Crenn, J. Colle, N. Tourte & R. Graeffly)
- 2013 – Honey, I rearranged the collection, Petach Tikva Museum of Art, IL (cur. by Ami Barak)
- 2013 – Sous influences, La Maison rouge, fondation Antoine-de-Galbert, Paris, FR (cur. by Antoine Perpère)
- 2012 – Nuit Blanche, Paris, FR (cur. by Laurent le Bon)
- 2012 – Biennale Images Vevey, CH
- 2011 – Dublin Contemporary, IE (cur. by Jota Castro and Christian Viveros-Fauné)
- 2011 – Le beau est toujours bizarre, FRAC Haute-Normandie, FR
- 2011 – Endism, 24HR Art | Northern Territory Centre for Contemporary Art, Darwin, AU
- 2011 – Origine(s), Maison Particulière art center, Brussels, BE
- 2010 – Index of, Palais de Tokyo, Paris, FR
- 2010 – Omega, Margaret Lawrence gallery, Melbourne, AU (cur. by Tony Garifalakis)
- 2009 – Mobile archive, Art in General, NY, US
- 2009 – L’œuvre collection, Les Brasseurs art center, Liège, BE (cur. by Julie Bawin)
- 2009 – Variation & revision, Marymount Manhattan College Hewitt Gallery, NY, US
- 2008 – In memory of Ben Schaafsma, Elizabeth Foundation for the Arts, NY, US (cur. by PAM)
- 2007 – De notre temps 2, Musée de Grenoble, FR (cur. by ADIAF)
- 2006 – Giardino, Pan-Palazzo delle Arti di Napoli, IT (cur. by Lorand Hegyi)
- 2006 – Bang Bang, Musée d’Art et d’Industrie, St Etienne / MIAM, Sète, FR
- 2005 – Media in “f”, Ewha Art Center, Seoul, KR (cur. by Iris Inhee Moon)
- 2005 – Domiciles privé/public, Musée d’Art Moderne, Saint-Etienne, FR (cur. by Lorand Hegyi)
- 2004 – Ipermercati del’arte, Palazzo delle Papesse, Siena, IT (cur. by Lorenzo Fusi)
- 2004 – Où sont les femmes, Centre Soros for Contemporary Art, Kiev, UA (cur. by Leonor Nuridsany & Caroline Bourgeois)
- 2003 – Not so cute and cuddly, Ulrich Museum of Contemporary Art, Wichita, US (cur. by Elizabeth Dunbar)
- 2002 – Tutto Normale, Villa Medicis, Roma, IT (cur. by Ludovico Pratesi & Jérôme Sans)
- 2002 – C’est pas du cinéma, Le Fresnoy Studio National, Tourcoing, FR (cur. by Michel Nuridsany)
- 2000 – Parcours Saint-Germain, Paris, FR (cur. by Anne-Pierre D’Albis)
- 2000 – Nains à Bagatelle, Jardin de Bagatelle, Paris, FR (cur. by Laurent Le Bon & David Lavergne)